# Iberdrola Team
El Iberdrola Team es un equipo de vela que representa al Real Club Náutico del Abra y Real Sporting Club y que compite en el Circuito Audi MedCup, del que se proclamó vencedor de la clase  Soto 40 (S40) en la edición de 2011.
Cuentan con el yate ESP 19 de la clase S40 construido en el astillero argentino M Boats.

## Integrantes del equipo
| Puesto             | Nombre               |
| ------------------ | -------------------- |
| Caña               | José María Torcida   |
| Táctico            | Oliver Góngora       |
| Proa               | Carlos Ruigómez      |
| Piano              | Gustavo Vilariño     |
| Trimer             | Javier Plaza         |
| Trimer             | Antonio Piris        |
| Trimer de mayor    | Aureliano Negrín     |
| Navegante          | Juan Luis Páez       |
| Palo o Mástil      | Pablo Rosano Jiménez |
| Ayudante de bañera | Yango Lange          |

## Patrocinadores
- Patrocinador principal: Iberdrola
- Patrocinador de referencia: Quantum Sail Design Group